# Necho II
Koning Necho II was farao over het antieke Egypte, in de 26e dynastie van de Egyptische oudheid. Zijn bekende naam is vergriekst (Necho II) en is oorspronkelijk bekend onder Nekau. In de Hebreeuwse Bijbel komt zijn naam voor als נכה, oftewel Nekhoh (II Koningen 23:29).

## Biografie
Farao Necho kwam aan de macht in een wereld die was verstoord. De Scythen en Cimmeriërs plunderden het gebied ten noordwesten van de Eufraat. De Meden en de Babyloniërs hadden het Assyrische Rijk ten val gebracht en Assur en Ninive verwoest. Het eens zo machtige rijk was nu gereduceerd tot een aantal soldaten, generaals en edelen die zich in de buurt van Harran om de laatste Assyrische koning Assur-uballit II hadden geschaard.

## Regering
Kort na zijn kroning zette hij de politiek van zijn vader Psammetichus I voort en hij voerde in de lente van 609 persoonlijk een leger aan om de Assyriërs te steunen tegen de Babyloniërs. Josia, de koning van Juda, koos de kant van de Babyloniërs en probeerde de farao tegen te houden bij Megiddo. Necho won de veldslag en Josia sneuvelde. Hij stak nu de Eufraat over en belegerde samen met Assur-uballit II tevergeefs Harran. Vervolgens trok hij zich terug maar hij liet wel een leger na om Syrië verder te controleren. Hij zette Joachaz, die zijn vader Josia was opgevolgd als koning van Juda, af en verving hem door diens broer Jojakim. In de daaropvolgende periode begon hij met het graven van een kanaal van de Nijl naar de Golf van Suez, de voorloper van het Suezkanaal. Dit moest de handel tussen de gebieden aan de Middellandse Zee en rond de Indische Oceaan verbeteren en de Egyptische marine toelaten vlot op beide zeeën te opereren. Volgens Herodotus liet Necho de werken stopzetten nadat 120.000 werkers waren omgekomen. De Perzische koning Darius I zou een eeuw later het kanaal laten voltooien.
Volgens Herodotus had Necho II ook opdracht gegeven aan Feniciërs om rond Afrika te varen. De Feniciërs vertrokken uit de Rode Zee en zeilden zuidwaarts langs de nog onbekende Oost-Afrikaanse kust. De tocht duurde drie jaar en Herodotus vertelt waarom:

Toen de herfst kwam gingen ze aan land, zaaiden hun koren en wachtten op de oogst; intussen gingen ze jagen aan de kuststreek of hun schepen opknappen; daarna brachten ze hun graan aan boord en zeilden verder.
—  Herodotus, Historiën IV 42.

Zij konden gebruikmaken van de gunstige moesson langs Oost-Afrika en rondden zo Kaap de Goede Hoop, waarna ze ook aan de westkust weer voordeel konden doen met een gunstige wind. De Feniciërs beweerden dat ze de zon in het noorden zagen. Dat bewijst dat ze onder de evenaar zijn gereisd. Na drie jaar voeren ze langs de "Zuilen van Hercules" (de Rotsen van Gibraltar en Tanger) en kwamen zo in de Middellandse Zee, terug naar de Nijldelta in Egypte. De Feniciërs waren nogal gesloten over hun zeevaartkundige kennis. Maar in de Bijbel vinden we toch enige opheldering van hun schepen:

Een ceder haalden zij van de Libanon om er uw mast van te vervaardigen. Eik van Basan gebruikten zij om uw roeiriemen te maken... Kleurig geborduurd fijn linnen uit Egypte was uw zeildoek: tot zeil diende het u.
—  Ezechiël 27:5-7.

Ondertussen probeerden de Babyloniërs de Egyptenaren te verdrijven uit hun posities ten westen van de Eufraat. Hun koning Nabopolassar liet in 605 het commando over aan zijn zoon Nebukadnezar II. Die wist de Egyptenaren kort daarna beslissend te verslaan in de Slag bij Karkemish. Met de invloed van Egypte in Syrië en Palestina was het afgelopen.

De koning nu van Egypte toog voortaan niet meer uit zijn land; want de koning van Babel had, van de rivier van Egypte af tot aan de rivier Frath, ingenomen al wat van den koning van Egypte was.
—  2 Koningen 24:7.

Koning Necho II liet één zoon achter (Psammetichus II of Psamtik II) en drie dochters. Hij liet een aantal tempels en gebouwen restaureren maar zijn zoon liet al zijn namen verwijderen.